# Oberländer (Schiffstyp)

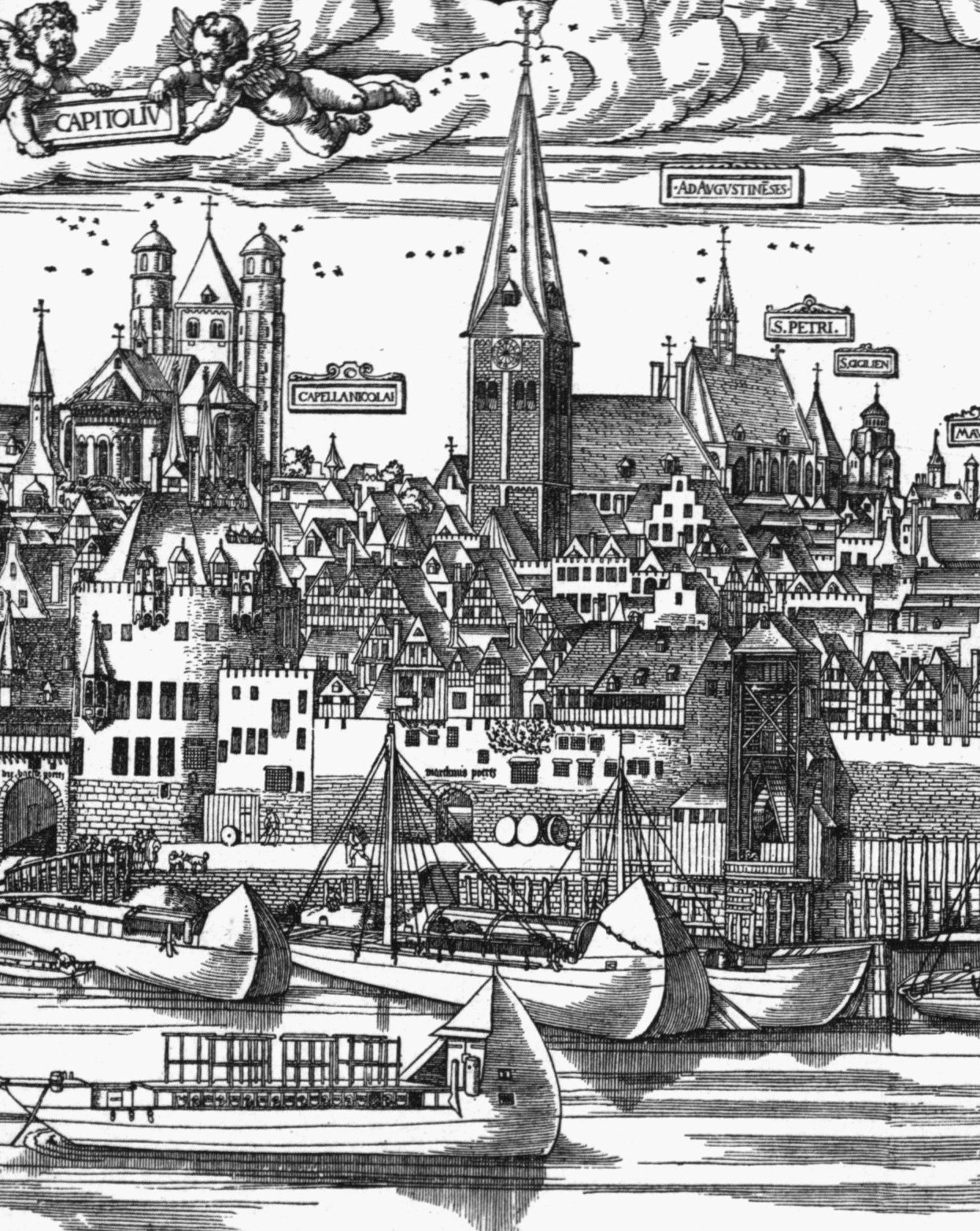
Oberländer; Ausschnitt der Kölner Stadtansicht von 1531 des Anton Woensam

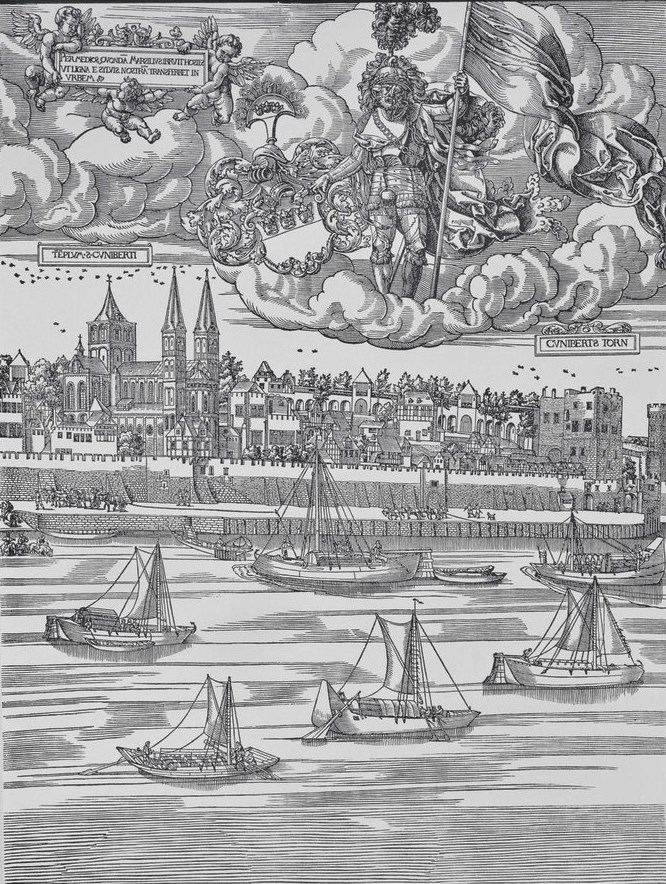
Oberländer-Treideln in Köln (rechts am Bildrand); Ausschnitt der Kölner Stadtansicht von 1531

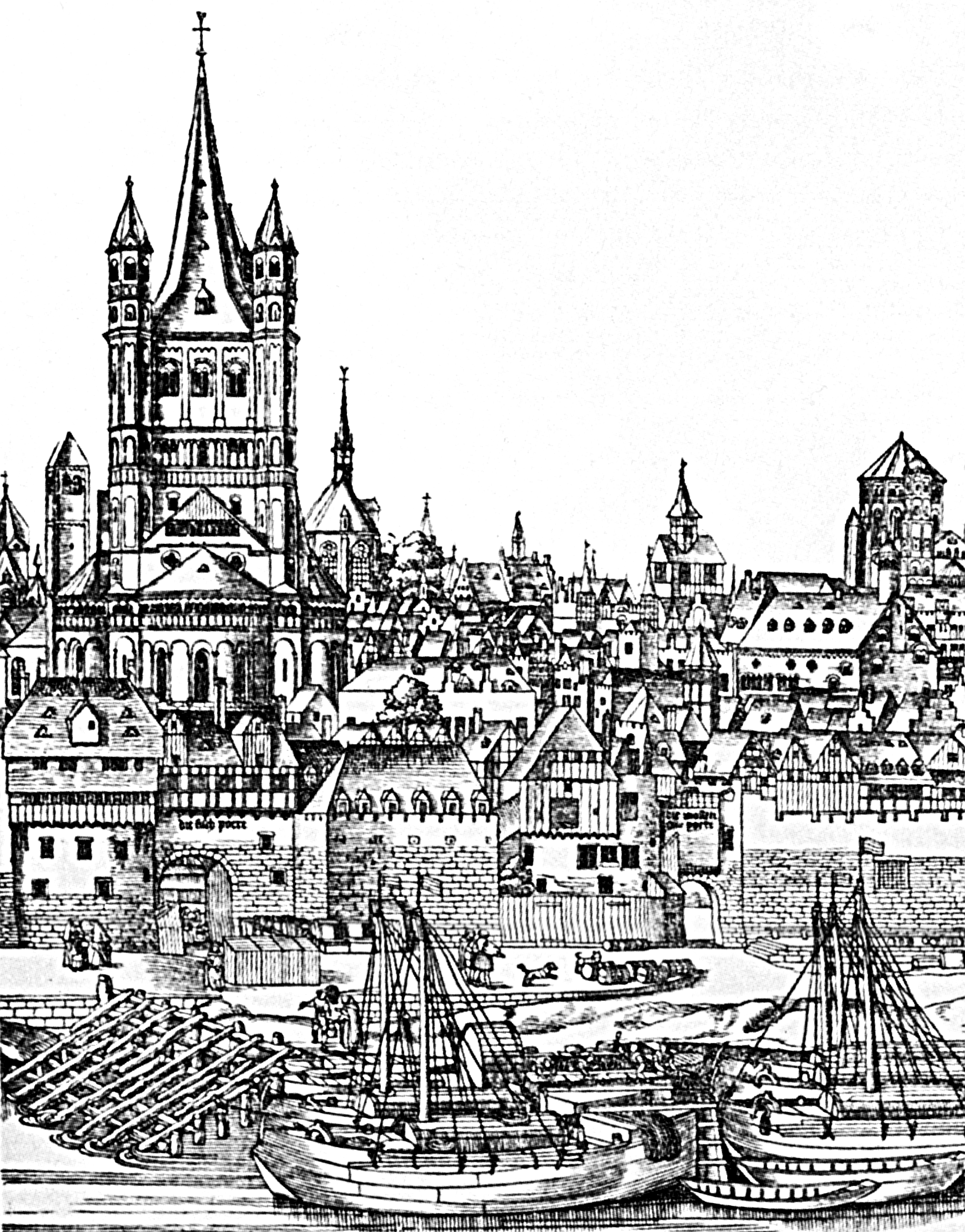
Groß St. Martin, im Vordergrund das abgeschrägte Holzgestell als Trennlinie zwischen den Oberländer und Niederländer Schiffen (1531)

Als Oberländer, auch Mainzer Lade, wird ein vom Spätmittelalter bis in das 17. Jahrhundert nachweisbarer Schiffstyp bezeichnet, der auf dem Mittelrhein eingesetzt wurde. Er ist nach dem Rheinischen Oberland benannt. Unterhalb Kölns war dieser Schiffstyp seit dem 14. Jahrhundert, als man am Kölner Stapel nicht mehr vorbeifahren konnte, nicht nachweisbar. Für die Oberländer endete die Reise daher in Köln am Oberländer Ufer beim Salzgassentor, wo die Waren ausgeladen und zu Kölner Marktbedingungen angeboten wurden, ehe sie am rheinabwärts gelegenen Niederländer Ufer auf sogenannte Niederländer umgeladen wurden. Dieser Schiffstyp für den Niederrhein war bauchiger und größer, hatte einen Kiel, ein festes Steuerruder und Segel.

## Das Schiff
Oberländer waren robuste, in Klinkerbauweise beplankte, oben geschlossene Frachtschiffe von etwa 15 bis 25 Meter Länge mit trapezförmigen Grundriss, flachem Boden und geringem Tiefgang. Sie waren auch mit schwerer Zuladung gut zu manövrieren und deshalb für die schwierigen Stromverhältnisse auf dem Ober- und Mittelrhein mit den vielen Stromschnellen, Felsen und Sandbänken besonders geeignet. Der prahmartig verbreiterten Bug war 2,5–3,5 m breit und lag nur wenig über der Wasserlinie. Nach achtern zu dem fast doppelt so breiten und hochgezogenen Heck stieg das Deck verhältnismäßig steil an. In das Heck konnte eine Kajüte eingebaut sein, „Ruff“ genannt, die dem Steuermann als Wohnung diente; ihr First befand sich etwa acht Meter über der Wasserlinie. Die Oberländer konnten mit ihrem Bug auch ohne Kaianlagen am Ufer aufsetzten und über eine Planke be- und entladen werden; beim Beladen sank das Schiff am Heck tiefer ins Wasser, aber der Auflagepunkt am Ufer wurde nicht stärker belastet. Der Laderaum, die „Lade“, lag unter Deck, und die Ladeluke war während der Fahrt geschlossen. Die Tragfähigkeit eines Oberländers wird meist mit höchstens 50 Tonnen angegeben, aber es gibt auch Schätzungen von 100 bis 120 Tonnen.
Am Heck war an der Steuerbordseite ein großes, schweres Senkruder zur Steuerung angebracht, das der zwischen Heckhütte und Ladeluke stehende Steuermann bediente. Beim Treiben stromabwärts wurde das Schiff mit einem großen, „Lappen“ genannten und von mehreren Ruderknechten bedienten Bugsteuer in der Strömung gehalten. Bei der Fahrt flussaufwärts wurden die Oberländer von Pferden oder Menschen getreidelt; dazu hatten sie im ersten Schiffsdrittel einen kurzen, bis etwa 7 Meter hohen, kräftigen Treidelmast, der nicht zum Segeln geeignet war. Die Treidelleine lief von der Mastspitze über einen „Hundskopf“ genannten Block nach unten zu einem der beiden an Backbord und Steuerbord etwa 3 Meter vor dem Mast stehenden Treidelpoller; von der Mastspitze waren Taue zum Heck gespannt, um den Zug auf die Mastspitze auszugleichen und dem Mast den nötigen Halt zu geben. Über kurze Strecken konnten Oberländer mit bis zu zehn langen Riemen gerudert werden.
Jeder Oberländer hatte einen, meist jedoch zwei Nachen, „Schluppen“ genannt, im Schlepp. Einen leichten Rudernachen brauchte man, um die Treidelleine an Land zu bringen oder um sie über Hindernisse im Wasser zu heben, wenn sie sich verfangen hatte. Der dafür verantwortliche Schiffsknecht war der „Leinenschnäpper“, der die ihm von Bord zugeworfene Leine aufschnappen musste. Der größere Nachen diente zum Leichtern, wenn das Schiff auf Grund gelaufen war und ein Teil der Ladung umgeladen werden musste. Da sich Sand- und Kiesbänke bei jedem Hochwasser verlagerten, kam dies häufig vor, besonders beim Treideln. Das Schiff wurde von der Treidelleine ständig zum Ufer hin gezogen und der Steuermann musste deshalb immer hart gegensteuern; ein falsches Manöver konnte das Schiff auf eine Sand- oder Kiesbank auflaufen lassen.
Ab dem 18. Jahrhundert wurde der Oberländer abgelöst durch den Bönder.